# Juan Pablo Pino
Juan Pablo Pino (Cartagena, 30 de marzo de 1987) es un futbolista colombiano, juega como extremo o volante ofensivo y actualmente es jugador del Real Cartagena del Torneo Betplay de Colombia. 3 veces fue elegido como el mejor jugador del mes en Mónaco de Francia (diciembre de 2008, abril y mayo de 2009).

## Trayectoria

### Independiente Medellín
Pino debutó con el Independiente Medellín en el año 2005, en un partido curiosamente frente al club de su ciudad natal, Real Cartagena, ganando los de Medellín 3-1 en Cartagena.
Seguirían las actuaciones, y Pino seguía siendo la gran figura. Estuvo cerca de ser fichado por el Boca Juniors de Argentina, lo cual finalmente no ocurrió. Después todo apuntaba a que Pino se iría al Udinese italiano, pero al final fue fichado por el Mónaco de la liga francesa.

### Mónaco
Al llegar al Mónaco, Juan Pablo llegó con unas grandes expectativas acerca de su carrera, el DT de la Selección Nacional de Colombia, Jorge Luis Pinto lo llamó para un partido amistoso en la ciudad de Cúcuta contra Uruguay, Pino cuando estaba a punto de asistir a dicho partido sufrió una lesión que lo alejó de las canchas durante un mes; al recuperarse, no le fue mejor, el técnico de su equipo no lo ponía ni siquiera en las reservas y ya pasado un año, no había jugado nunca más un partido seguido.

### Charleroi
En enero de 2008, Juan fue transferido por préstamo al Charleroi de Bélgica por medio año, en este tiempo, aunque accidentado por una serie de lesiones tras otras, Pino sorprendió al país belga por sus regates, velocidad y potencia, casi al punto de que el histórico equipo Anderlech quiso ficharlo.

### Regreso a Mónaco
De regreso al equipo del principado con muchas dudas, no había jugado casi durante año y medio, y su futuro de crack estaba en riesgo, o eso era lo que pensaban los de la prensa monegasque, pues al jugar un amistoso de pretemporada contra la AS Roma, Pino mostró un nivel nunca antes mostrado, más velocidad, fuerza y potencia, después de estos partidos el diario local del Mónaco tituló, "Ha despertado el Mago de su largo sueño..." haciendo referencia al gran nivel que mostraba Pino.
Juan Pablo Pino, tras una serie de partidos sin jugar con el Mónaco, fue incluido entre los titulares para el partido contra Valenciennes, en este partido, tras un veloz contraataque del equipo de la diagonal y un gran pase de Alexandre Licata, Pino pudo en un enganche dejar un rival en el camino y anotar su primer gol en competiciones oficiales en la liga francesa, desde ahí, sería incluido en uno de los mejores partidos de la ligue 1, ganando 3-4 al Girondins de Burdeos, donde Pino anotaría el primer gol de su equipo con un tiro libre lateral desde 36.6 metros, y asistiría los otros dos goles, en donde el tercero incluiría una gambeta corta contra 3 jugadores del equipo contrario, y poniendo un preciso centro de zurda para que, nuevamente Licata convirtiera para su equipo.
Pero esto no acababa ahí, en el siguiente partido que jugó, contra el Caen, el público disfrutaría de uno de los mejores goles de toda la liga, con una corrida de casi 30 metros y una empalmada con pierna cambiada desde el borde del área que se colaría por el palo izquierdo del arquero. Por estos logros, Juan Pablo Pino ganó el trofeo Métro que otorga su equipo a los jugadores más importantes de cada mes.
Pero esto no sería suficiente, el jugador cartagenero se reportó en los últimos tres partidos que ha jugado con tres anotaciones de igual calidad a las anteriores, uno contra el Olympique de Lyon, y otros dos contra el Stade Rennes, logrando así, ganarse nuevamente el trofeo que entrega su equipo al jugador más importante de cada mes.
Surgieron artículos de la prensa inglesa y francesa, acusando que el crack colombiano es pretendido por el Liverpool y el Arsenal, y que sería liberado, si alguno de estos equipos está dispuesto a hacer una excelente oferta, por no menos de 10,2M de euros.
El día 30 de julio del año 2009, Mónaco jugó un partido amistoso contra el Inter de Milán por el trofeo Pirelli, el partido finalizó 1-0 a favor de los dirigidos por José Mourinho, Pino solamente jugó 23 minutos, los cuales fueron suficientes para que el técnico portugués del Inter se interesara en él, que finalizado el partido, se dirigió con Iván Ramiro Córdoba, y su entrenador de arqueros Silvino Louro a hablar con el talentoso jugador colombiano, hubo un cruce de sonrisas y palabras, de las cuales la prensa italiana destaca el momento que Mourinho mira a Silvino, y le dice "compriamolo".

### Galatasaray
En julio de 2010 se confirma el fichaje de Juan al club Galatasaray de Turquía, con un contrato por 4 años y pagaron €3 millones. Pino fue presentado con la camisa # 20, la misma que uso en Mónaco. Allí tuvo una serie de buenas actuaciones bajo la batuta del holandés Frank Rijkaard y del rumano Gheorghe Hagi.

### Al-Nassr
En agosto de 2011, Juan fue cedido en préstamo por una temporada al Al-Nassr de Arabia Saudita. Tras finalizado el préstamo, su retorno a Galatasaray se vio interrumpido por deseo del técnico de aquel equipo Fatih Terim.

### Mersin Idmanyurdu
Firmó así un traspaso por solamente €100 000 al Mersin İdmanyurdu de la primera división turca. Pero su paso por este equipo fue fugaz, jugó solamente un partido amistoso y su contrato le fue rescindido (a petición del jugador, anunciando que no se sentía conforme en la ciudad), quedando libre y sin club.

### Olympiacos
El 29 de diciembre de 2012 Juan Pablo Pino firmó un contrato que lo vincula por 6 meses (con renovación automática de 2 años) al Olympiacos de la primera división de Grecia.
Con el Olympiacos se corona campeón de la super liga de Grecia a falta de 5 jornadas para la terminación del torneo. Pocas semanas después se corona campeón de la copa Grecia 2012/13 con el Olympiacos.

### Independiente Medellín
A finales de julio de 2013, se confirma su vuelta por un año a préstamo al Independiente Medellín para celebrar su centenario en el 2013.
Juega su primer partido con el DIM, después de su paso por Europa y Arabia, en la tercera fecha frente a la Equidad ingresando los últimos 28 minutos del partido. El 31 de octubre de ese año, se oficializó la renuncia de Pino al Independiente Medellín luego de negarse a presentar un examen de alcoholemia y de abandonar los entrenamientos del club antes de que estos culminarán. En total en su segunda etapa en el Medellín jugó 8 partidos siendo titular solamente en 1 de ellos y jugando la mayor parte del tiempo los minutos finales de cada encuentro.

### Bastia
Durante los casi 8 meses que estuvo como agente libre, se especuló con que firmaría con el Atlético Nacional, con el Junior o con un club chino, no obstante fue fichado con un contrato de 2 años con el Bastia de la Ligue 1, con lo que tendría su segunda experiencia en el fútbol francés luego de su paso por el Mónaco. Allí se encontraría con su compatriota Joao Rodríguez. Juega su primer partido con el Bastia en la cuarta fecha de la liga francesa jugando los últimos 26 minutos de partidos en el empate a uno frente al Girondins de Burdeos. En la séptima fecha del campeonato francés, Pino juega su primer partido como titular jugando los 90 minutos de juego frente al Lille en la derrota 1 a 0 de su equipo, el cual aunque perdió dejó buenas sensaciones en el partido.

### Universitario de Deportes
El 2 de agosto de 2016 se hace oficial que es nuevo jugador del Universitario de Deportes de la Primera División de Perú. Debutó el 9 de agosto frente a Emelec por la primera fase de la Copa Sudamericana 2016. Debuta en el torneo local el 17 de septiembre en el clásico peruano frente a Alianza Lima anotando su primer gol en el empate a un gol.
Sin embargo, el Alianza Lima realizó un reclamo ante la CJ-ADFP basándose el artículo 55 "los jugadores extranjeros mayores a 25 años deberán acreditar estar inscritos los últimos tres meses en un equipo de primera división." El reclamo fue aceptado y se le concedió a Alianza Lima los 3 puntos y Pino fue inhabilitado, más tiempo después se anuló su inhabilitación. 
Durante su periodo en Universitario, el jugador colombiano se llegó a lesionar hasta 3 veces y solo marcó un gol en 6 partidos jugados. Finalmente, no se llegó a un acuerdo para su renovación hasta 2017 y el jugador se desvinculó del club.

### Arema Cronus
El 13 de abril de 2017 es presentado como nuevo jugador del Arema Cronus de la Superliga de Indonesia firmando por un año. Debuta el 23 de abril en la victoria de su club 2 a 0 sobre Bhayangkara jugando los últimos 24 minutos. Marca su primer gol el 23 de agosto dándole la victoria a su club como visitantes 2 por 1 sobre Barito Putera. El 30 de agosto marca su primer doblete en el empate a tres goles frente a PSM Makassar marcando los dos de tiro penal.

## Selección Colombia

### Categoría inferiores
Juan Pablo Pino jugó en los Juegos Centroamericanos y del Caribe con la dorsal número 18, en este torneo se destacó junto con Carlos Darwin Quintero por las gambetas cortas que tiraban y los goles que anotaban. Juan Pablo jugó en la posición de creador por izquierda, al jugar en el sudamericano sub-20 de Paraguay, Juan comenzó a variar en distintas posiciones, como punta neto, como creador por el centro y por las bandas.
En el año 2006 jugó el torneo centroamericano sub-21, disputado propiamente en Colombia. Ese año Colombia ganó el torneo sin problemas, venciendo en la final 2-1 a Venezuela, teniendo como principales figuras a Juan Pablo Pino y a Carlos Darwin Quintero del Deportes Tolima.
Pero su momento glorioso llegaría en el sudamericano sub-20 en Paraguay, en el partido en el que Colombia derrotó 2-1 a Argentina, con una jugada maradoniana, dejó 7 jugadores en el camino, 3 en una baldosa, e hizo el pase para que su compañero marcara el gol.
Ese gol llamó la atención de clubes como Boca Juniors, Sao Paulo y hasta del Chelsea inglés.

### Selección absoluta
Eduardo Lara convocó a Pino para el partido amistoso del 28 de diciembre de 2008 contra la selección de Cataluña que perdió Colombia 1-2, este amistoso no se le cuenta por no ser contra una selección FIFA. Debuta oficialmente el 10 de junio de 2009 por las Eliminatorias al mundial 2010 en la victoria por al mínima frente a Perú.

### Participaciones enEliminatorias al Mundial
| Eliminatoria                            | Sede del Mundial | Posición      | Resultado | PJ | GA | Asis |
| --------------------------------------- | ---------------- | ------------- | --------- | -- | -- | ---- |
| Eliminatorias Mundial de Sudáfrica 2010 | Sudáfrica        | 7°lugar 23pts | Eliminado | 1  | 0  | 0    |

## Estadísticas
| Club                              | Temporada           | Liga  | Liga  | Copa Nacional | Copa Nacional | Copa Internacional | Copa Internacional | Total | Total | Prom. · |
| Club                              | Temporada           | Part. | Goles | Part.         | Goles         | Part.              | Goles              | Part. | Goles | Prom. · |
| --------------------------------- | ------------------- | ----- | ----- | ------------- | ------------- | ------------------ | ------------------ | ----- | ----- | ------- |
| Independiente Medellín · Colombia | 2004                | 3     | 1     | -             | -             | -                  | -                  | 3     | 1     | 0,0     |
| Independiente Medellín · Colombia | 2005                | 20    | 2     | -             | -             | 0                  | 0                  | 20    | 2     | 0,10    |
| Independiente Medellín · Colombia | 2006                | 19    | 2     | -             | -             | 2                  | 0                  | 21    | 2     | 0,10    |
| Independiente Medellín · Colombia | Total               | 42    | 5     | 0             | 0             | 2                  | 0                  | 44    | 5     | 0,10    |
| Mónaco Francia                    | 2006/07             | 8     | 0     | 0             | 0             | 0                  | 0                  | 8     | 0     | 0,0     |
| Mónaco Francia                    | 2007/08             | 16    | 0     | 0             | 0             | 0                  | 0                  | 16    | 0     | 0,0     |
| Mónaco Francia                    | 2008/09             | 23    | 6     | 0             | 0             | 0                  | 0                  | 23    | 6     | 0,26    |
| Mónaco Francia                    | 2009/10             | 14    | 0     | 0             | 0             | 0                  | 0                  | 14    | 0     | 0,0     |
| Mónaco Francia                    | Total               | 61    | 6     | 0             | 0             | 0                  | 0                  | 61    | 6     | 0,09    |
| Charleroi · Bélgica               | 2008/09             | 4     | 0     | 0             | 0             | 0                  | 0                  | 4     | 0     | 0,0     |
| Charleroi · Bélgica               | Total               | 4     | 0     | 0             | 0             | 0                  | 0                  | 4     | 0     | 0,0     |
| Galatasaray Turquía               | 2010/11             | 19    | 3     | 4             | 3             | 2                  | 0                  | 25    | 6     | 0,24    |
| Galatasaray Turquía               | Total               | 19    | 3     | 4             | 3             | 2                  | 0                  | 25    | 6     | 0,24    |
| Al-Nassr Arabia Saudita           | 2011/12             | 14    | 5     | 1             | 0             | 0                  | 0                  | 15    | 5     | 0,33    |
| Al-Nassr Arabia Saudita           | Total               | 14    | 5     | 1             | 0             | 0                  | 0                  | 15    | 5     | 0,33    |
| Olympiacos · Grecia               | 2012/13             | 3     | 0     | 2             | 0             | 0                  | 0                  | 5     | 0     | 0,0     |
| Olympiacos · Grecia               | Total               | 3     | 0     | 2             | 0             | 0                  | 0                  | 5     | 0     | 0,0     |
| Independiente Medellín · Colombia | 2013                | 8     | 0     | 0             | 0             | 0                  | 0                  | 8     | 0     | 0,0     |
| Independiente Medellín · Colombia | Total               | 8     | 0     | 0             | 0             | 0                  | 0                  | 8     | 0     | 0,0     |
| Bastia Francia                    | 2014/15             | 6     | 1     | 0             | 0             | 0                  | 0                  | 6     | 1     | 0,16    |
| Bastia Francia                    | Total               | 6     | 1     | 0             | 0             | 0                  | 0                  | 6     | 1     | 0,16    |
| Universitario de Deportes · Perú  | 2016                | 4     | 1     | 0             | 0             | 2                  | 0                  | 6     | 1     | 0,16    |
| Universitario de Deportes · Perú  | Total               | 4     | 1     | 0             | 0             | 2                  | 0                  | 6     | 1     | 0,16    |
| Arema Cronus Indonesia            | 2017                | 19    | 3     | 0             | 0             | 0                  | 0                  | 19    | 3     | 0,16    |
| Arema Cronus Indonesia            | Total               | 19    | 3     | 0             | 0             | 0                  | 0                  | 19    | 3     | 0,16    |
| Barito Putera Indonesia           | 2018                | 9     | 0     | 0             | 0             | 0                  | 0                  | 9     | 0     | 0,0     |
| Barito Putera Indonesia           | Total               | 9     | 0     | 0             | 0             | 0                  | 0                  | 9     | 0     | 0,0     |
| Real Cartagena · Colombia         | 2021                | 0     | 0     | 0             | 0             | 0                  | 0                  | 0     | 0     | 0       |
| Real Cartagena · Colombia         | Total               | 0     | 0     | 0             | 0             | 0                  | 0                  | 0     | 0     | 0       |
| Total en su carrera               | Total en su carrera | 188   | 24    | 7             | 3             | 4                  | 0                  | 199   | 27    | 0,14    |

## Palmarés

### Torneos nacionales
| Título            | Equipo     | Sede   | Año  |
| ----------------- | ---------- | ------ | ---- |
| Super Liga Griega | Olympiacos | Grecia | 2013 |
| Copa de Grecia    | Olympiacos | Grecia | 2013 |

### Torneos internacionales
| Título                  | Equipo                    | Sede     | Año  |
| ----------------------- | ------------------------- | -------- | ---- |
| en Juegos Centro/Caribe | Selección Colombia Sub-21 | Colombia | 2006 |

### Distinciones individuales
| Distinción                                            | Año  |
| ----------------------------------------------------- | ---- |
| Máximo goleador de los Juegos Centro/Caribe (5 goles) | 2006 |
| Mejor Jugador del sudamericano Sub-20                 | 2007 |
| Mejor Jugador del Mónaco (diciembre)                  | 2008 |
| Mejor Jugador del Mónaco (abril)                      | 2009 |
| Mejor Jugador del Mónaco (mayo)                       | 2009 |